# Гатчина
Гатчина е град в Северозападна Русия, Ленинградска област, административен център на Гатчински район.
Основна забележителност на града е дворцово-парковият ансамбъл, чийто централен елемент е Големият гатчински дворец, построен през 1766 – 1781 г.

## География
Градът е разположен на 42 километра южно от Санкт-Петербург. Населението му е 92 937 души през 2010 година.

## История
Предишните имена на града са Красногвардейск (1929 – 1944), Троцк (1923 – 1929) и преди това Гатчина (понякога Гатчино).

## Личности
- В Гатчина е роден руският шахматист Михаил Чигорин.[1]
- Зиновий Колобанов (1910 – 1994) съветси танков ас, водил ожесточено сражение близо до Гатчина (тогава Красногвардейск) на 20 август 1941 г. с превъзхождащи го сили на Вермахта.

## Побратимени градове
Гатчина е побратимен град с:
- Ескилстюна (Швеция)
- Еспоо (Финландия)
- Етлинген (Германия)